# Egberto del Wessex
Egberto (anche nelle grafie Ecgberht, Ecgbert, Egbert, Ecgbriht e Ecgbeorht o Ecbert; 770 circa – luglio 839) è stato un sovrano anglosassone.
Figlio di Ealhmund del Kent, Egberto fu Re del Wessex dall'802 fino alla sua morte nell'839, diventando il capostipite della dinastia che insediandosi stabilmente nella diocesi di Winchester costruì le basi dell’unificazione nazionale dell'Inghilterra.
Negli anni 780 Egberto fu costretto all'esilio alla corte di Carlo Magno nel Regno franco da Offa di Mercia e Beorhtric del Wessex, ma alla morte di Beorhtric nell'802 Egberto tornò e prese il trono.
Poco si sa dei primi venti anni di regno di Egberto, ma si pensa che sia riuscito a mantenere l'indipendenza del Wessex contro il regno di Mercia, che a quel tempo dominava gli altri regni meridionali inglesi. Nell'825 Egberto sconfisse Beornwulf di Mercia, pose fine alla supremazia della Mercia nella battaglia di Ellandun e successivamente prese il controllo delle dipendenze merciane nell'Inghilterra sudorientale. Nell'829 sconfisse Wiglaf di Mercia e lo cacciò dal suo regno, governando, per un periodo, la Mercia direttamente. Nello stesso anno Egberto ricevette la sottomissione del Re della Nortumbria a Dore. La Cronaca anglosassone descrisse successivamente Egberto come un bretwalda o "ampio sovrano" delle terre anglosassoni.
Egberto non riuscì a mantenere questa posizione dominante e nel giro di un anno Wiglaf riconquistò il trono di Mercia. Tuttavia, il Wessex mantenne il controllo del Kent, del Sussex e del Surrey; questi territori furono dati al figlio di Egberto, Etelvulfo, per governare come sotto-re sotto Egberto. Quando Egberto morì nell'839, Etelvulfo gli successe; i regni sudorientali furono infine assorbiti nel regno di Wessex dopo la morte del figlio di Etelvulfo, Etelbaldo, nell'860. I discendenti di Egberto governarono il Wessex e, in seguito, tutta l'Inghilterra ininterrottamente fino al 1013.

## Famiglia
Gli storici non sono d'accordo sugli antenati di Egberto. La prima versione della Cronaca anglosassone, la Cronaca di Parker, inizia con una prefazione genealogica che traccia gli antenati del figlio di Egberto, Etelvulfo, attraverso Egberto, Ealhmund (che si pensa fosse Ealhmund del Kent), e gli altrimenti sconosciuti Eafa ed Eoppa fino a Ingild, fratello del re Ine del Wessex, che abdicò al trono nel 726. Si continua fino a Cerdic, fondatore della Casa del Wessex. La discendenza di Egberto da Ingild è stata accettata da Frank Stenton, ma non la genealogia precedente a Cerdic. Heather Edwards nel suo articolo su Egberto sul Dictionary of National Biography sostiene che in origine fosse del Kent e che la discendenza sassone occidentale potrebbe essere stata fabbricata durante il suo regno per dargli legittimità, mentre Rory Naismith considerava improbabile un'origine kentiana, e che è più probabile che "Egberto sia nato da una buona stirpe reale sassone occidentale".
Il nome della moglie di Egberto è sconosciuto. Una cronaca del XV secolo ora tenuta dall'Università di Oxford le dà il nome di Redburga che era presumibilmente una parente di Carlo Magno che sposò quando fu esiliato in Francia, ma questo è una fonte trascurata dagli storici accademici alla luce della sua datazione successiva. Etelvulfo è il loro unico figlio conosciuto.
Si dice che abbia avuto una sorellastra Alburga, in seguito riconosciuta come santa per aver fondato l'abbazia di Wilton. Era sposata con Wulfstan, ealdorman del Wiltshire, e alla sua morte nell'802 divenne monaca, badessa dell'abbazia di Wilton.

## Contesto politico e primi anni di vita

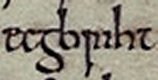
Il nome di Egberto, scritto Ecgbriht, dalla voce 827 nel manoscritto C della Cronaca anglosassone

Offa di Mercia, che regnò dal 757 al 796, fu la forza dominante nell'Inghilterra anglosassone nella seconda metà dell'VIII secolo. La relazione tra Offa e Cinevulfo, che fu re del Wessex dal 757 al 786, non è ben documentata, ma sembra probabile che Cinevulfo mantenne una certa indipendenza dalla signoria merciana. La prova della relazione tra i re può venire dalle carte (charter), che erano documenti che concedevano la terra ai seguaci o agli uomini di chiesa, e che erano testimoniati dai re che avevano il potere di concedere la terra. In alcuni casi un re apparirà su una carta come subregulus, o "sottore", rendendo chiaro che c'era un altro re a lui superiore. Cinevulfo appare come "Re dei Sassoni occidentali" su una carta di Offa nel 772, e fu sconfitto da Offa in battaglia nel 779 a Bensington, ma non c'è nient'altro che suggerisca che Cinevulfo non fosse il suo padrone, e lui non è noto per aver riconosciuto Offa come signore supremo. Offa ha avuto influenza nel sud-est del paese: una carta del 764 lo mostra in compagnia di Heaberht del Kent, suggerendo che l'influenza di Offa ha contribuito a mettere Heaberht sul trono. L'estensione del controllo di Offa sul Kent tra il 765 e il 776 è oggetto di dibattito tra gli storici, ma dal 776 fino al 784 circa sembra che i re del Kent godessero di una sostanziale indipendenza dalla Mercia.
Un altro Egberto, Egberto II del Kent, governò in quel regno per tutti gli anni 770; è menzionato per l'ultima volta nel 779, in un atto di concessione di terreni a Rochester. Nel 784 un nuovo re del Kent, Ealhmund, compare nella Cronaca anglosassone. Secondo una nota a margine, "questo re Ealhmund era il padre di Egbert [cioè Egberto del Wessex], Egbert era il padre di Æthelwulf." Ciò è supportato dalla prefazione genealogica del testo A della Cronaca, la quale afferma, senza ulteriori dettagli che il padre di Egberto si chiamasse Ealhmund. La prefazione risale probabilmente alla fine del IX secolo; la nota a margine è sul manoscritto F della Cronaca, che è una versione del Kent risalente al 1100 circa.
Ealhmund non sembra essere sopravvissuto a lungo al potere: non c'è traccia delle sue attività dopo il 784. Vi sono, tuttavia, ampie prove del dominio di Offa sul Kent durante la fine degli anni 780, con i suoi obiettivi che apparentemente andavano oltre la sovranità fino all'annessione totale del regno, ed è stato descritto come "il rivale, non il signore, dei re del Kent". È possibile che il giovane Egberto sia fuggito nel Wessex nel 785 circa; è suggestivo che la Cronaca menzioni in una voce successiva che Beorhtric, il successore di Cinevulfo, aiutò Offa ad esiliare Egberto.
Cinevulfo fu assassinato nel 786. La sua successione fu contestata da Egberto, ma fu sconfitto da Beorhtric, forse con l'aiuto di Offa. La Cronaca anglosassone riporta che Egberto,  prima di diventare re, trascorse tre anni in Francia, esiliato da Beorhtric e Offa. Tuttavia, sebbene il testo dica "iii" che significa tre, potrebbe trattarsi di un errore di scrittura, ed essere invece "xiii", cioè tredici anni. Il regno di Beorhtric durò sedici anni, e non tredici; e tutti i testi esistenti della Cronaca concordano su "iii", ma molti resoconti moderni presumono che Egberto abbia effettivamente trascorso tredici anni in Francia. Ciò presuppone che l'errore di trascrizione sia comune a tutti i manoscritti della Cronaca anglosassone; molti storici fanno questa ipotesi ma altri la bocciano come improbabile, data la consistenza delle fonti. In entrambi i casi Egberto fu probabilmente esiliato nel 789, quando Beorhtric, suo rivale, sposò la figlia di Offa di Mercia.
All'epoca in cui Egberto era in esilio, la Francia era governata da Carlo Magno, che mantenne l'influenza franca in Northumbria ed è noto per aver sostenuto i nemici di Offa nel sud. Un altro esiliato in Gallia in questo periodo era Odberht, un sacerdote, che è quasi certamente la stessa persona di Eadberht, che in seguito divenne re del Kent. Secondo un cronista successivo, Guglielmo di Malmesbury, Egberto apprese l'arte del governare durante il suo periodo in Gallia.

## Primo regno
La dipendenza di Beorhtric dalla Mercia continuò durante il regno di Cenwulf, che divenne re di Mercia pochi mesi dopo la morte di Offa. Beorhtric morì nell'802 ed Egberto salì al trono del Wessex, probabilmente con l'appoggio di Carlo Magno e forse anche del papato. I Merciani continuarono ad opporsi a Egberto: il giorno della sua ascesa, gli Hwicce (che in origine avevano formato un regno separato, ma a quel tempo facevano parte della Mercia) attaccarono, sotto la guida del loro ealdorman, Æthelmund . Weohstan, un ealdorman del Wessex, lo incontrò con uomini del Wiltshire; Secondo una fonte del XV secolo, Weohstan aveva sposato Alburga, la sorella di Egberto, e così era suo cognato. Gli Hwicce furono sconfitti, anche se Weohstan fu ucciso così come Æthelmund. Per più di vent'anni dopo questa battaglia, non ci sono resoconti sui rapporti di Egberto con Mercia. Sembra probabile che Egberto non abbia avuto influenza al di fuori dei suoi confini, ma d'altra parte non ci sono prove che si sia mai sottomesso alla signoria di Cenwulf. Cenwulf aveva la sovranità sul resto dell'Inghilterra meridionale, ma nelle carte di Cenwulf il titolo di "signore dell'Inghilterra meridionale" non appare mai, presumibilmente per via dell'indipendenza del regno di Wessex.
Nell'815 la Cronaca anglosassone registra che Egberto devastò l'intero territorio del restante regno britannico, Dumnonia, noto all'autore della Cronaca anglosassone come il Galles occidentale, che occupa il territorio che oggi è la Cornovaglia. Dieci anni dopo, una carta datata 19 agosto 825 indica che Egberto stava di nuovo facendo campagna in Dumnonia; questo potrebbe essere stato collegato a una battaglia registrata nella Cronaca a Gafulford nell'823, tra gli uomini del Devon e i Britanni della Cornovaglia.

## Battaglia di Ellandun

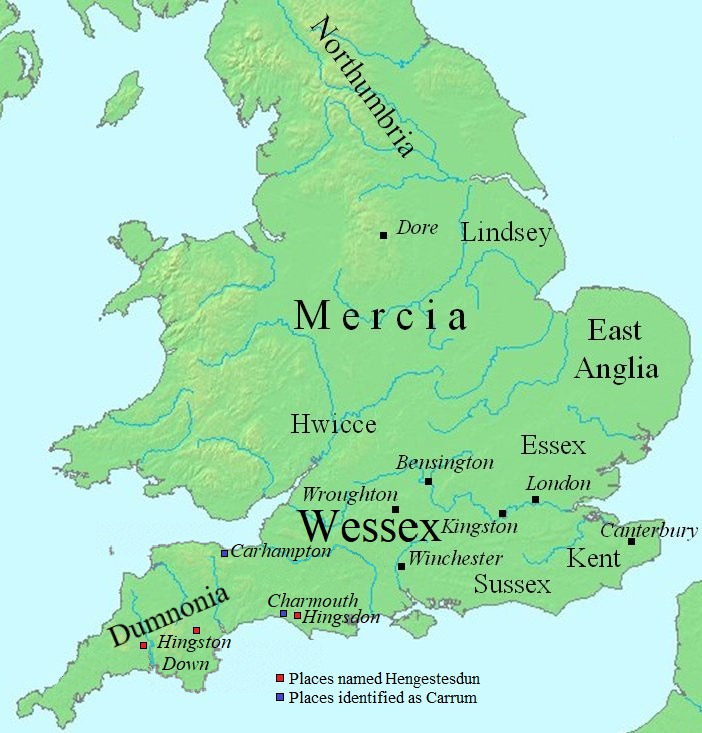
Una mappa dell'Inghilterra durante il regno di Egberto

Fu anche nell'825 che ebbe luogo una delle battaglie più importanti della storia anglosassone, quando Egberto sconfisse Beornwulf di Mercia a Ellandun, ora Wroughton, vicino a Swindon. Questa battaglia segnò la fine della dominazione merciana dell'Inghilterra meridionale. La Cronaca racconta come Egberto seguì la sua vittoria: "Poi mandò suo figlio Etelvulfo dall'esercito, e Ealhstan, il suo vescovo, e Wulfheard, il suo ealdorman, nel Kent con una grande forza". Etelvulfo spinse Baldred, il re del Kent, a nord oltre il Tamigi, e secondo la Cronaca, gli uomini del Kent, dell'Essex, del Surrey e del Sussex si sottomisero tutti ad Etelvulfo "perché in precedenza erano stati erroneamente allontanati dai suoi parenti". Questo potrebbe riferirsi agli interventi di Offa nel Kent all'epoca in cui il padre di Egberto, Ealhmund, divenne re; se è così, l'osservazione del cronista potrebbe anche indicare che Ealhmund aveva collegamenti altrove nel sud-est dell'Inghilterra.
La versione degli eventi della Cronaca fa sembrare che Baldred fu cacciato poco dopo la battaglia, ma questo probabilmente non fu il caso. Sopravvive un documento del Kent che colloca la data, marzo 826, al terzo anno del regno di Beornwulf. Ciò rende probabile che Beornwulf avesse ancora autorità nel Kent a questa data, come signore superiore a Baldred; quindi Baldred era apparentemente ancora al potere. Nell'Essex, Egberto espulse il re Sigered, anche se la data è sconosciuta. Potrebbe essere stato ritardato fino all'829, poiché un cronista successivo associa l'espulsione con una campagna di Egberto in quell'anno contro i Merciani.
La Cronaca anglosassone non dice chi fosse l'aggressore a Ellandun, ma una storia recente afferma che l'attaccante fu quasi certamente Beornwulf. Secondo questa visione, Beornwulf potrebbe aver approfittato della campagna del Wessex in Dumnonia nell'estate dell'825. La motivazione di Beornwulf per lanciare un attacco sarebbe stata la minaccia di disordini o instabilità nel sud-est: le connessioni dinastiche con il Kent resero il Wessex una minaccia per il dominio merciano.
Le conseguenze di Ellandun andarono oltre l'immediata perdita del potere merciano nel sud-est. Secondo la Cronaca, gli Angli orientali chiesero la protezione di Egberto contro i Merciani nello stesso anno, 825, anche se potrebbe essere che la richiesta d'aiuto venne fatta l'anno successivo. Nell'826 Beornwulf invase l'Anglia orientale, presumibilmente per ripristinare il suo dominio. Fu ucciso, tuttavia, così come il suo successore, Ludeca, che invase l'Anglia nell'827, evidentemente per lo stesso motivo. Può darsi che i Merciani sperassero in un sostegno dal Kent: c'era qualche ragione per supporre che Wulfred, l'arcivescovo di Canterbury, potesse essere scontento del dominio dei sassoni occidentali, poiché Egberto aveva terminato la valuta di Wulfred e aveva iniziato a coniare la propria, a Rochester e Canterbury, ed è noto che Egberto sequestrò proprietà appartenenti a Canterbury. Il risultato nell'Anglia orientale fu un disastro per i merciani che confermò il potere della Sassonia occidentale nel sud-est.

## Sconfitta della Mercia

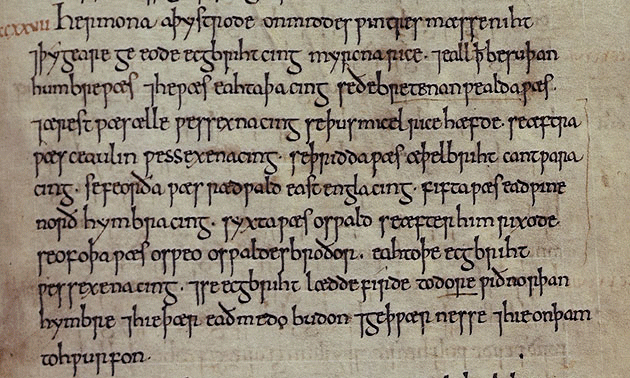
La voce sull'827 nel manoscritto C della Cronaca anglosassone, che elenca gli otto bretwalda

Nell'829 Egberto invase la Mercia e cacciò Wiglaf, re di Mercia, in esilio. Questa vittoria diede a Egberto il controllo della zecca londinese, ed emise monete come re di Mercia. Fu dopo questa vittoria che lo scriba sassone occidentale lo descrisse come un bretwalda, che significa "sovrano ampio" o forse "sovrano britannico", in un famoso passaggio della Cronaca anglosassone. La parte rilevante dell'Annale recita, nel manoscritto C della Cronaca :
Anche i precedenti sette bretwalda sono nominati dal cronista, che dà gli stessi sette nomi che Bede elenca come detentori dell'imperium, iniziando con Ælle del Sussex e finendo con Oswiu di Northumbria. L'elenco è spesso ritenuto incompleto, omettendo alcuni re merciani dominanti come Penda e Offa. L'esatto significato del titolo è stato molto dibattuto; è stato descritto come "un termine di poesia encomiastica" ma ci sono anche prove che implicasse un ruolo definito di comando militare.
Più tardi nell'829, secondo la Cronaca anglosassone, Egberto accettò la sottomissione dei Northumbriani a Dore (ora sobborgo di Sheffield); il re della Northumbria era probabilmente Eanred. Secondo un cronista successivo, Ruggero di Wendover, Egberto invase la Northumbria e la saccheggiò prima che Eanred si sottomettesse: "Quando Egberto ebbe ottenuto tutti i regni meridionali, guidò un grande esercito in Northumbria e devastò quella provincia con gravi saccheggi e costrinse re Eanred a rendergli omaggio." Roger di Wendover è noto per aver incorporato gli annali della Northumbria nella sua versione; la Cronaca non menziona questi eventi. Tuttavia, la natura della sottomissione di Eanred è stata messa in dubbio: uno storico ha suggerito che è più probabile che l'incontro a Dore abbia rappresentato un reciproco riconoscimento della sovranità.
Nell'830, Egberto guidò una spedizione di successo contro i gallesi, quasi certamente con l'intento di estendere l'influenza della Sassonia occidentale nelle terre gallesi precedentemente all'interno dell'orbita merciana. Questo segnò il culmine dell'influenza di Egberto.

## Riduzione dell'influenza dopo il 829

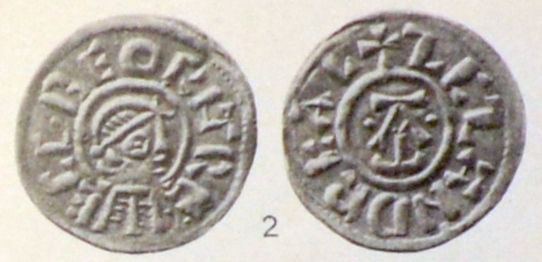
Moneta del re Egberto

Nell'830, Mercia riconquistò la sua indipendenza sotto Wiglaf — la Cronaca dice semplicemente che Wiglaf "ottenne di nuovo il regno di Mercia", ma la spiegazione più probabile è che questo fu il risultato di una ribellione merciana contro il dominio del Wessex.

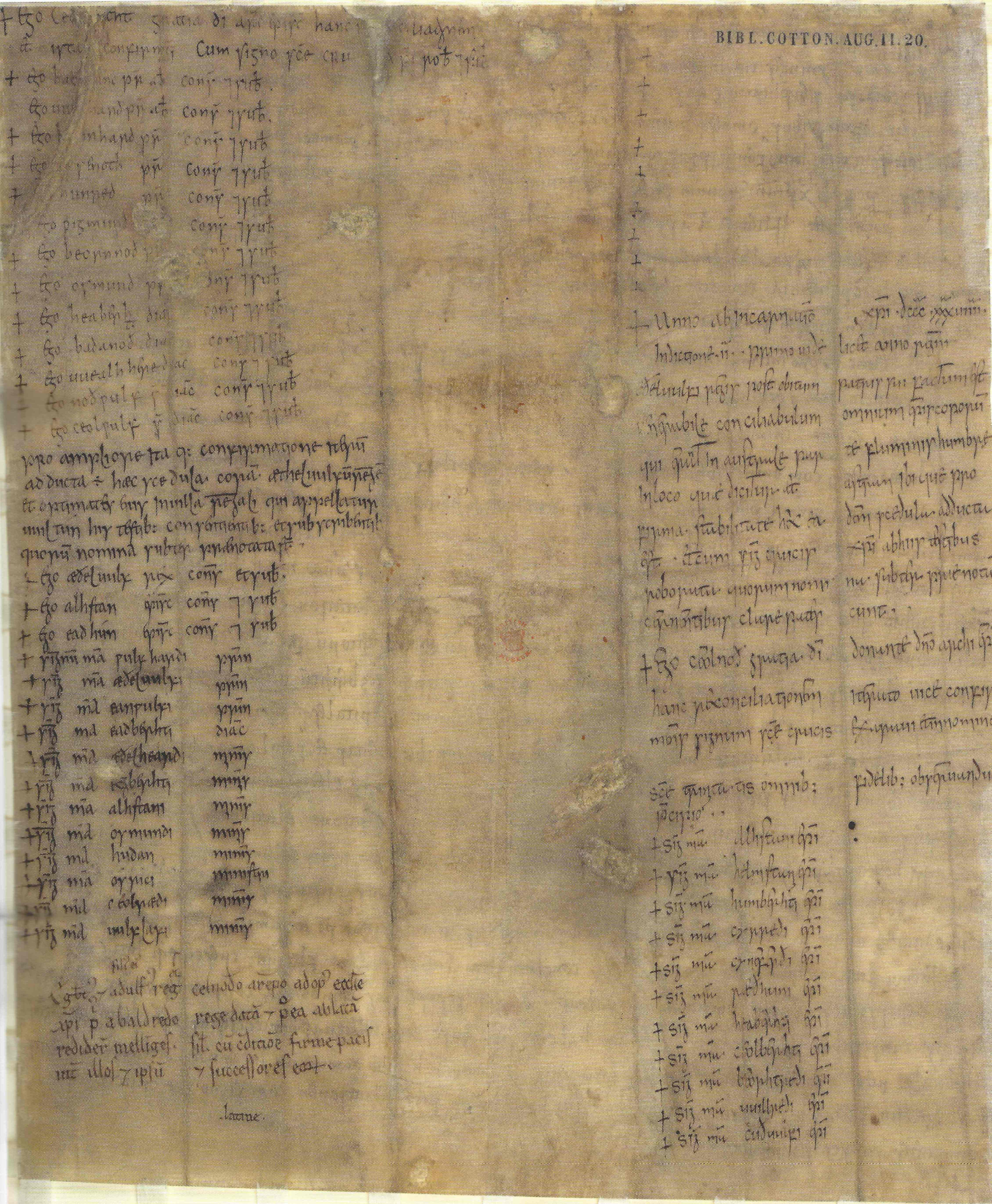
Carta S 1438, in cui il re Egberto e l'arcivescovo di Canterbury hanno promesso il sostegno reciproco della chiesa e della corona sassone occidentale al Concilio di Kingston nell'838

Il dominio di Egberto sull'Inghilterra meridionale terminò con la ripresa del potere da parte di Wiglaf. Il ritorno di Wiglaf è seguito da prove della sua indipendenza dal Wessex. Le carte indicano che Wiglaf aveva autorità nel Middlesex e nel Berkshire, e in una carta dell'836 Wiglaf usa la frase "i miei vescovi, duces e magistrates" per descrivere un gruppo che includeva undici vescovi dell'episcopato di Canterbury, inclusi vescovi di sedi in territori della Sassonia occidentale. È significativo che Wiglaf fosse ancora in grado di convocare un tale gruppo di notabili; i Sassoni occidentali, anche se fossero in grado di farlo, non tennero tali concili. Wiglaf potrebbe anche aver riportato l'Essex nell'orbita merciana durante gli anni successivi al recupero del trono. Nell'Anglia orientale, il re Aethelstan coniò monete, forse già nell'827, ma più probabilmente c. 830 dopo che l'influenza di Egberto fu ridotta dopo il ritorno di Wiglaf in Mercia. Questa dimostrazione di indipendenza da parte dell'Anglia orientale non è sorprendente, poiché fu probabilmente Æthelstan il responsabile della sconfitta e della morte sia di Beornwulf che di Ludeca.
Gli storici hanno esaminato sia l'improvvisa ascesa al potere del Wessex alla fine degli anni 820, sia la successiva incapacità di mantenere questa posizione dominante, per trovare le cause sottostanti. Una spiegazione plausibile per gli eventi di questi anni è che le fortune del Wessex dipendevano in una certa misura dal sostegno carolingio. I Franchi sostennero Eardwulf quando recuperò il trono di Northumbria nell'808, quindi è plausibile che sostennero anche l'ascesa di Egberto nell'802. Nella Pasqua dell'839, non molto tempo prima della morte di Egberto, fu in contatto con Ludovico il Pio, re dei Franchi, per organizzare un passaggio sicuro a Roma. Quindi un rapporto continuativo con i Franchi sembra essere parte della politica dell'Inghilterra meridionale durante la prima metà del IX secolo.
Il supporto carolingio potrebbe essere stato uno dei fattori che hanno aiutato Egberto a raggiungere i successi militari della fine degli anni 820. Tuttavia, le reti commerciali del Reno e dei Franchi crollarono a un certo punto negli anni 820 o 830 e, inoltre, nel febbraio 830 scoppiò una ribellione contro Ludovico il Pio, il primo di una serie di conflitti interni che durarono fino all'830 e oltre. Queste distrazioni potrebbero aver impedito a Louis di sostenere Egberto. In questa prospettiva, il ritiro dell'influenza franca avrebbe lasciato Anglia orientale, Mercia e Wessex per trovare un equilibrio di potere non dipendente da aiuti esterni.
Nonostante la perdita del dominio, i successi militari di Egberto cambiarono radicalmente il panorama politico dell'Inghilterra anglosassone. Il Wessex mantenne il controllo dei regni sudorientali, con la possibile eccezione dell'Essex, e la Mercia non riprese il controllo dell'East Anglia. Le vittorie di Egberto segnarono la fine dell'esistenza indipendente dei regni di Kent e Sussex. I territori conquistati, e pure il Surrey e forse l'Essex, furono amministrati come un sottoregno per un certo periodo. Sebbene Etelvulfo fosse un sotto-re sotto Egberto, è chiaro che mantenne la propria famiglia reale, con la quale viaggiò per il suo regno. Le carte emesse nel Kent descrivevano Egberto e Etelvulfo come "re dei Sassoni occidentali e anche del popolo del Kent". Quando Æthelwulf morì nell'858, il suo testamento, in cui il Wessex è lasciato a un figlio e il regno sudorientale a un altro, chiarisce che solo dopo l'858 i regni furono completamente integrati. La Mercia rimase comunque una minaccia; Il figlio di Egberto, Etelvulfo, stabilito come re del Kent, donò possedimenti a Christ Church, Canterbury, probabilmente per contrastare qualsiasi influenza che i merciani potessero ancora avere.
Nel sud-ovest, Egberto fu sconfitto nell'836 a Carhampton dai Dani, ma nell'838 vinse una battaglia contro di loro e contro i loro alleati gallesi occidentali nella battaglia di Hingston Down in Cornovaglia. La linea reale dumnonica continuò dopo questo periodo, ma è in questa data che l'indipendenza di uno degli ultimi regni britannici può considerarsi terminata. I resoconti sull'espansione anglosassone in Cornovaglia sono piuttosto scarsi, ma alcune prove provengono dai nomi dei luoghi. Il fiume Ottery, che sfocia ad est nel Tamar vicino a Launceston, sembra essere un confine: a sud dell'Ottery i toponimi sono prevalentemente della Cornovaglia, mentre a nord sono più fortemente influenzati dai nuovi arrivati inglesi.

## Successione

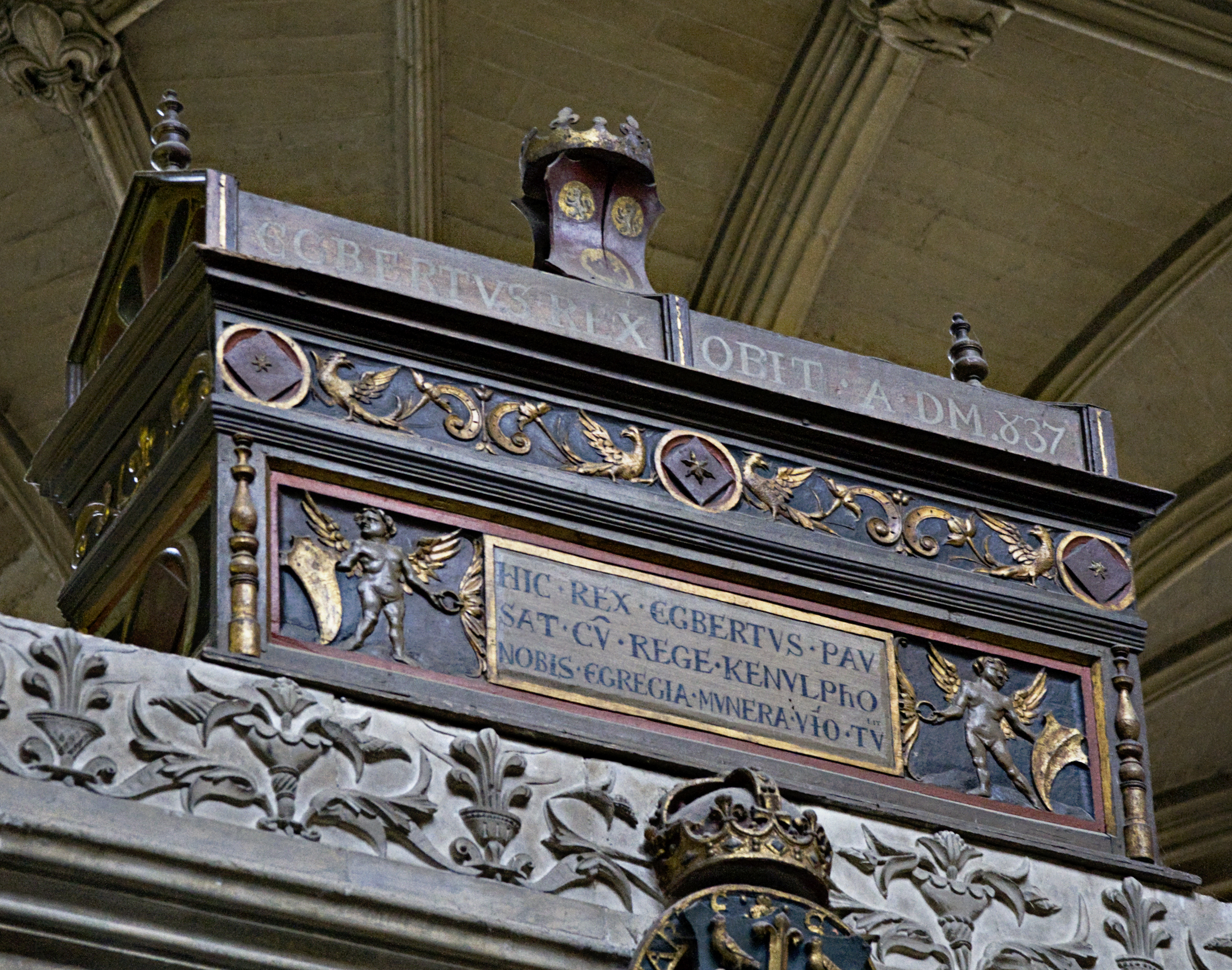
Cassa mortuaria del XVI secolo, una di una serie allestita dal vescovo Foxe nella cattedrale di Winchester, che si sostiene contenga le ossa di Egberto

In un concilio a Kingston upon Thames nell'838, Egberto e Etelvulfo concessero la terra alle sedi di Winchester e Canterbury in cambio della promessa di sostenere la pretesa di Etelvulfo al trono. L'arcivescovo di Canterbury, Ceolnoth, accettò anche Egberto ed Etelvulfo come signori e protettori dei monasteri sotto il controllo di Ceolnoth. Questi accordi, insieme a una carta successiva in cui Etelvulfo confermava i privilegi della chiesa, suggeriscono che la chiesa aveva riconosciuto che il Wessex era un nuovo potere politico con cui si doveva avere a che fare. Gli uomini di chiesa consacrarono il re durante le cerimonie di incoronazione e aiutarono a scrivere i testamenti che specificavano l'erede del re; il loro sostegno aveva un valore reale nello stabilire il controllo della Sassonia occidentale nonché una successione regolare per la linea di Egberto. Sia il verbale del Concilio di Kingston, sia un'altra carta di quell'anno, includono la seguente frase: che una condizione della concessione è che "we ourselves and our heirs shall always hereafter have firm and unshakable friendships from Archbishop Ceolnoth and his congregation at Christ Church." ("noi stessi e i nostri eredi avremo sempre in seguito amicizie salde e incrollabili dall'arcivescovo Ceolnoth e dalla sua congregazione a Christ Church").
Sebbene non si sappia nulla di altri pretendenti al trono, è probabile che ci fossero altri discendenti sopravvissuti di Cerdic (il presunto capostipite di tutti i re del Wessex) che avrebbero potuto contendersi il regno. Egberto morì nell'839 e il suo testamento, secondo il resoconto trovato nel testamento di suo nipote, Alfredo il Grande, lasciò la terra solo ai membri maschi della sua famiglia, in modo che le proprietà non andassero perse alla casa reale attraverso matrimonio. La ricchezza di Egberto, acquisita attraverso la conquista, fu senza dubbio una delle ragioni della sua capacità di acquistare il sostegno della Chiesa del sud-est inglese; la parsimonia del suo testamento indica che ha capito l'importanza della ricchezza personale per un re. La sovranità del Wessex era stata spesso contesa tra diversi rami della linea reale, ed è una notevole conquista di Egberto il fatto che sia stato in grado di garantire la serena successione di Etelvulfo. Inoltre, l'esperienza di Etelvulfo come sotto-re del territorio formato dalle conquiste sudorientali di Egberto, sarebbe stata preziosa per lui quando successe al padre.
Egberto fu sepolto a Winchester, così come suo figlio, Etelvulfo, suo nipote, Alfredo il Grande, e il suo pronipote, Edoardo il Vecchio. Durante il IX secolo, Winchester iniziò a mostrare segni di urbanizzazione, ed è probabile che la sequenza delle sepolture indichi che Winchester fosse tenuta in grande considerazione dalla linea reale sassone occidentale.

## Nella cultura di massa
Re Egberto, nella dizione più originale di Re Ecbert, è uno dei personaggi maggiori della serie televisiva Vikings dove viene interpretato da Linus Roache.

## Ascendenza
|                    |   |   | Genitori |  |  | Nonni           |  |  | Bisnonni |  |
|                    |   |   |          |  |  | Eafa del Wessex |  |  | Eoppa    |  |
|                    |   |   |          |  |  | Eafa del Wessex |  |  | Eoppa    |  |
|                    |   | … |          |  |  | Eafa del Wessex |  |  |          |  |
| Ealhmund del Kent  |   |   |          |  |  | Eafa del Wessex |  |  |          |  |
|                    |   | … | …        |  |  |                 |  |  |          |  |
|                    |   | … | …        |  |  |                 |  |  |          |  |
|                    |   | … | …        |  |  |                 |  |  |          |  |
| Egberto del Wessex |   | … |          |  |  |                 |  |  |          |  |
|                    | … | … |          |  |  |                 |  |  |          |  |
|                    | … | … |          |  |  |                 |  |  |          |  |
|                    | … | … |          |  |  |                 |  |  |          |  |
| …                  | … |   |          |  |  |                 |  |  |          |  |
|                    |   | … | …        |  |  |                 |  |  |          |  |
|                    |   | … | …        |  |  |                 |  |  |          |  |
|                    |   | … | …        |  |  |                 |  |  |          |  |
|                    |   | … |          |  |  |                 |  |  |          |  |

### Fonti primarie
- Michael Swanton, The Anglo-Saxon Chronicle, New York, Routledge, 1996, ISBN 0-415-92129-5.
- Le carte di Egbert su Anglo-Saxons.net

### Fonti secondarie
- Richard Abels, Alfred the Great: War, Kingship and Culture in Anglo-Saxon England, Longman, 2005, ISBN 0-582-04047-7.
- Mike Ashley, The Mammoth Book of British Kings and Queens, London, Robinson, 1998, ISBN 1-84119-096-9.
- James Campbell, Eric John e Patrick Wormald, The Anglo-Saxons, London, Penguin Books, 1991, ISBN 0-14-014395-5.
- Heather Edwards, Ecgberht, collana Oxford Online Dictionary of National Biography, 2004.
- Richard Fletcher, Who's Who in Roman Britain and Anglo-Saxon England, Shepheard-Walwyn, 1989, ISBN 0-85683-089-5.
- N.J. Higham e D.H. Hill, Edward the Elder, Routledge, 2001, ISBN 978-0-415-21497-1.
- William Hunt, Egbert, king of the West-Saxons, Oxford University Press, 1975, ISBN 0-19-865102-3.
- Peter Hunter Blair, Roman Britain and Early England: 55 B.C. – A.D. 871, W.W. Norton & Company, 1966, ISBN 0-393-00361-2.
- D.P. Kirby, The Earliest English Kings, London, Routledge, 1992, ISBN 0-415-09086-5.
- Rory Naismith, The Origins of the Line of Egbert, King of the West Saxons, 802 – 839, CXXVI, n. 518, Oxford University Press, 2011, DOI:10.1093/ehr/ceq377.
- Janet L. Nelson, Æthelwulf (d. 858), collana Oxford Dictionary of National Biography, Oxford University Press, 2004. (necessaria iscrizione)
- Philip Payton, Cornwall: A History, Cornwall Editions, 2004, ISBN 1-904880-00-2.
- Frank M. Stenton, Anglo-Saxon England, Oxford, Clarendon Press, 1971, ISBN 0-19-821716-1.
- Dorothy Whitelock, English Historical Documents v.l. c.500 – 1042, London, Eyre & Spottiswoode, 1968.
- Patrick Wormald, D. Bullough e R. Collins, Ideal and Reality in Frankish and Anglo-Saxon Society, Oxford, 1983, ISBN 0-631-12661-9.
- Barbara Yorke, Kings and Kingdoms of Early Anglo-Saxon England, London, Seaby, 1990, ISBN 1-85264-027-8.
- Barbara Yorke, Wessex in the Early Middle Ages, London, Leicester University Press, 1995, ISBN 0-7185-1856-X.